# Tylototriton
Tylototriton är ett släkte av groddjur som ingår i familjen salamandrar.
Dessa salamandrar förekommer från centrala Kina, Nepal och Indien till det sydostasiatiska fastlandet (Laos, Vietnam) samt till Hainan.
Arter enligt Catalogue of Life:
- Tylototriton asperrimus
- Tylototriton hainanensis
- Tylototriton kweichowensis
- Tylototriton taliangensis
- Tylototriton wenxianensis
- Tylototriton verrucosus
- Tylototriton vietnamensis

Amphibian Species of the World listar ytterligare 15 arter:
- Tylototriton anguliceps
- Tylototriton broadoridgus
- Tylototriton dabienicus
- Tylototriton himalayanus
- Tylototriton liuyangensis
- Tylototriton lizhengchangi
- Tylototriton notialis
- Tylototriton panhai
- Tylototriton podichthys
- Tylototriton pseudoverrucosus
- Tylototriton shanjing
- Tylototriton shanorum
- Tylototriton uyenoi
- Tylototriton yangi
- Tylototriton ziegleri